# Yuto Tsunashima
Yuto Tsunashima (japanisch 綱島 悠斗 Tsunashima Yuto; * 15. August 2000 in der Präfektur Kanagawa) ist ein japanischer Fußballspieler.

## Karriere
Yuto Tsunashima erlernte das Fußballspielen in der Jugendmannschaft von Tokyo Verdy sowie in der Universitätsmannschaft der Kokushikan-Universität. Seinen ersten Vertrag unterschrieb er am 1. Februar 2023 bei seinem Jugendverein Tokyo Verdy. Der Verein, der in der Präfektur Tokio beheimatet ist, spielt in der zweiten japanischen Liga. Sein Zweitligadebüt gab Yuto Tsunashima am 12. März 2023 (4. Spieltag) im Auswärtsspiel gegen Tokushima Vortis. Bei dem 2:0-Auswärtserfolg wurde er in der 89. Minute für Kōki Morita eingewechselt. Am Ende der Saison 2023 wurde er mit Verdy Tabellendritter. In den Aufstiegsspielen konnte man sich durchsetzen und stieg in die erste Liga auf.
Im Sommer 2025 wechselte Tsunashima zu Royal Antwerpen.